# Carlo Chiti
Carlo Chiti (Pistoya; 19 de diciembre de 1924-Milán; 7 de julio de 1994) fue un diseñador de motores y coches de carreras italiano, conocido por su larga asociación con el departamento de carreras de Alfa Romeo. También trabajó para Ferrari y participó en el diseño del coche Ferrari 156 Sharknose, con el que Phil Hill ganó el campeonato de 1961.

## Primeros años
Nacido en Pistoya, Toscana, Chiti se graduó en ingeniería aeronáutica en la Universidad de Pisa en Italia en 1953.

## Carrera
Chiti se unió a Alfa Romeo en 1952 y diseñó el automóvil deportivo Alfa Romeo 3000 CM. Cuando se cerró el departamento de competición de Alfa Romeo a finales de la década de 1950, Chiti fue invitado a unirse a la Scuderia Ferrari.
En Ferrari, Chiti participó en el diseño del monoplaza ganador del campeonato de Fórmula 1 de 1958, el Ferrari 246 F1, junto con Vittorio Jano y el Ferrari 156 Sharknose, con el que Phil Hill ganó el campeonato de 1961. También fue mentor de una nueva generación de aspirantes a diseñadores que habían comenzado un período de aprendizaje en el equipo, incluidos Mauro Forghieri y Gian Paolo Dallara. En 1962, tras un desacuerdo con Enzo Ferrari, Chiti, Giotto Bizzarrini y otras figuras importantes abandonaron la empresa. Posteriormente, Giovanni Volpi los invitó a unirse al equipo separatista de Fórmula 1 ATS, que había empleado a varios exempleados de Ferrari descontentos. El proyecto ATS no tuvo éxito y no duró mucho y en 1963 Chiti volvió a entrar en el automovilismo competitivo a través de un nuevo proyecto, Autodelta.

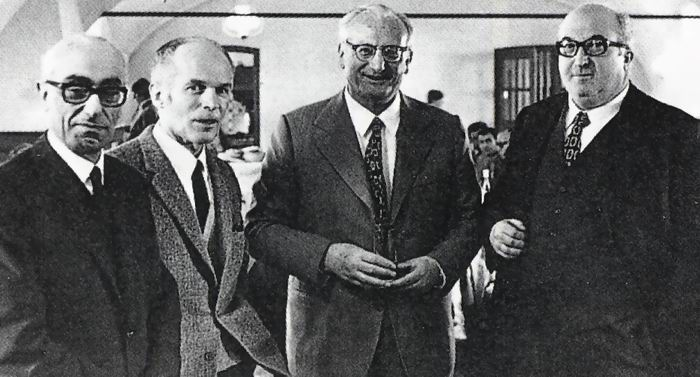
Ingenieros de Alfa Romeo. Desde la izquierda, Orazio Satta Puliga, Giuseppe Busso, Giuseppe Luraghi y Carlo Chiti.

Autodelta permitió a Chiti reavivar su asociación con Alfa Romeo, para quien diseñó un motor V8 y luego un motor flat-12 para sus autos deportivos Alfa Romeo Tipo 33. Estos finalmente tuvieron éxito, ganando el Campeonato Mundial de Resistencia de 1975 y el de 1977. En ese momento, Chiti volvió a involucrarse en la Fórmula 1, a través del equipo Brabham, quien firmó un acuerdo con Alfa Romeo para utilizar los motores de Chiti. Hubo cierto éxito: Niki Lauda ganó dos carreras en un Brabham BT46 con el motor Alfa en la temporada 1978. El diseñador de Brabham, Gordon Murray, persuadió a Chiti para que produjera un motor V12 para permitir que el equipo aprovechara el efecto suelo. Sin embargo, durante la temporada 1979, el propietario de Brabham, Bernie Ecclestone, anunció que el equipo cambiaría a Ford para la próxima temporada, lo que llevó a Chiti a buscar el permiso de Alfa Romeo para comenzar a desarrollar un monoplaza de F1 en su nombre. La asociación con Brabham terminó antes del final de la temporada.
El proyecto Alfa Romeo Formula One comenzó con cierta promesa, pero nunca pudo recuperar los días de gloria de la marca en la década de 1950. El equipo logró dos poles, con Bruno Giacomelli liderando gran parte del Gran Premio de los Estados Unidos de 1980 antes de retirarse por problemas eléctricos. La tragedia también ocurrió cuando Patrick Depailler murió en las pruebas para el Gran Premio de Alemania en Hockenheimring. La mejor temporada del equipo fue 1983, cuando Chiti diseñó un motor V8 890T turboalimentado y Alfa Romeo logró el sexto lugar en el Campeonato de Constructores, en gran parte gracias a dos segundos puestos de Andrea De Cesaris.
En 1984, Chiti dejó Alfa Romeo para crear otra empresa, Motori Moderni, que se concentró en la producción de motores para la Fórmula 1. Inicialmente, la empresa produjo un diseño turbo V6, utilizado brevemente por el pequeño equipo italiano Minardi. Sin embargo, la operación con fondos insuficientes significó que los motores no fueran competitivos. Cuando se anunció la prohibición de los turbos en la F1, Chiti diseñó un nuevo motor atmosférico flat-12 de 3,5 litros. Posteriormente, Subaru se encargó de utilizarlo en su breve y completamente fallido ingreso a la Fórmula 1 con el pequeño equipo Coloni en la temporada 1990.

## Vida posterior
Carlo Chiti murió en 1994 en Milán.
En 1999, Koenigsegg compró planos, herramientas de mecanizado y la patente de un motor de Fórmula 1 flat-12 de 4 litros diseñado por Chiti sin usar.